# Tomasz Bańkowski
Tomasz Bańkowski (ur. 2 grudnia 1947 w Łodzi) – polski polityk i przedsiębiorca, poseł na Sejm I kadencji.

## Życiorys
Ukończył w 1971 studia na Wydziale Inżynieryjno-Mechanicznym Politechniki Warszawskiej. Następnie do 1981 pracował na różnych stanowiskach w Zakładzie Elektronicznej Techniki Obliczeniowej (m.in. był tam dyrektorem). Po rezygnacji z pracy w ZETO związał się z firmą polonijną Thomex. W 1983 założył własne przedsiębiorstwo Intech (wyroby medyczne, elektroniczne i metalowe). Przez 15 lat prowadził swoją działalność gospodarczą.
Od 1991 do 1993 sprawował jednocześnie mandat posła I kadencji wybranego z listy Polskiej Partii Przyjaciół Piwa w okręgu gliwickim. Po rozłamie w macierzystej partii należał do koła poselskiego Polski Program Gospodarczy (tzw. Duże Piwo), który 6 listopada 1992 wraz z posłami Kongresu Liberalno-Demokratycznego współtworzył klub Polski Program Liberalny. W wyborach w 1993 bez powodzenia ubiegał się o reelekcję z ramienia KLD w województwie kieleckim.
Od 1996 obejmował kierownicze stanowiska w biznesie. Był prezesem zarządu Przymierza – Towarzystwa Funduszy Powierniczych. W 2000 został prezesem zarządu Pekao Pioneer Powszechnego Towarzystwa Emerytalnego. Kierował Izbą Gospodarczą Towarzystw Emerytalnych.
Działał w Unii Wolności, z której przeszedł w 2001 do Platformy Obywatelskiej. Był także radnym sejmiku mazowieckiego I kadencji (w 1999 zrezygnował z mandatu).